# All That I Need
All That I Need is een nummer van de Ierse boyband Boyzone uit 1998. Het is de vierde single van hun derde studioalbum Where We Belong.
"All That I Need" is een vrolijk nummer waarin de ik-figuur bezingt hoe hij helemaal in de wolken is door zijn geliefde. Het nummer werd vooral op de Britse eilanden een grote hit. Zo bereikte het de nummer 1-positie in Ierland, het thuisland van Boyzone. In het Nederlandse taalgebied was het succes iets bescheidener, met een 30e positie in de Nederlandse Top 40 en een 49e positie in de Vlaamse Ultratop 50.

## Tracklijst
UK CD1
1. "All That I Need" (7"-versie)
2. "Never Easy"
3. "Paradise"
4. "Workin' My Way Back to You" (met Alliage)

UK CD2
1. "All That I Need" (7"-versie)
2. "All That I Need" (Piz Danuk mix)
3. "All That I Need" (Trouser Enthusiasts Darkest Day Dub No Sex Mix)
4. "All That I Need" (Piz Danuk instrumentaal)

UK cassette single
1. "All That I Need" (7"-versie)
2. "Never Easy"